# Songs for Beginners
| Recensione              | Giudizio     |
| ----------------------- | ------------ |
| AllMusic                | [ 1 ]        |
| Sputnikmusic            | 4.4 (Superb) |
| Ondarock                | [ 3 ]        |
| Dizionario del Pop-Rock | [ 4 ]        |

Songs for Beginners è un album di Graham Nash pubblicato dalla casa discografica Atlantic Records nel maggio del 1971.
Fu il primo disco da solista dell'autore inglese, che viveva negli USA da tre anni, e collaborava anche con Crosby, Stills e Young. Fu un disco segnato dalla fine della sua storia con Joni Mitchell, a cui ha dedicato brani come I Used to Be a King; ma è presente anche l'impegno sociale come in Militaty Madness e in Chicago, brano che tratta dei disordini a una convention democratica nella fine degli anni sessanta.

## Tracce
Lato A
1. Military Madness – 2:50 (Graham Nash)
2. Better Days – 3:47 (Graham nash)
3. Wounded Bird – 2:09 (Graham Nash)
4. I Used to Be a King – 4:45 (Graham Nash)
5. Be Yourself – 3:03 (Graham Nash, Terry Reid)

Lato B
1. Simple Man – 2:05 (Graham Nash)
2. Man in the Mirror – 2:47 (Graham Nash)
3. There's Only One – 3:55 (Graham Nash)
4. Sleep Song – 2:57 (Graham Nash)
5. Chicago – 2:55 (Graham Nash)
6. We Can Change the World – 1:00 (Graham Nash)

## Musicisti
Military Madness
- Graham Nash - voce solista, chitarra acustica, accompagnamento vocale
- David Mason - chitarra elettrica
- Joel Bernstein - pianoforte
- Calvin Samuels - basso
- Johnny Barbata - batteria
- Rita Coolidge - accompagnamento vocale
- Pat Arnold - accompagnamento vocale

Better Days
- Graham Nash - voce solista, organo, pianoforte, chitarra acustica, accompagnamento vocale
- Joe Yankee - pianoforte
- Seemon Posthuma - clarinetto basso (solo)
- Larry Cox - whiskers
- Calvin Samuels - basso
- Dallas Taylor - batteria
- Rita Coolidge - accompagnamento vocale

Wounded Bird
- Graham Nash - chitarra acustica, voce

I Used to Be a King
- Graham Nash - voce solista, chitarra acustica
- David Crosby - chitarra elettrica
- Jerry Garcia - pianoforte, chitarra steel
- Phil Lesh - basso
- Johnny Barbata - batteria

Be Yourself
- Graham Nash - voce solista, chitarra acustica, cori
- Rita Coolidge - pianoforte, pianoforte elettrico
- Calvin Samuels - basso
- Johnny Barbata - batteria

Simple Man
- Graham Nash - voce solista, pianoforte, accompagnamento vocale
- David Lindley - fiddle
- Dorian Rudnytsky - violoncelli
- Rita Coolidge - accompagnamento vocale

Man in the Mirror
- Graham Nash - voce, chitarra acustica
- Jerry Garcia - chitarra steel
- Joe Yankee - pianoforte
- Chris Ethridge - basso
- Johnny Barbata - batteria

There's Only One
- Graham Nash - voce solista, organo, chitarra acustica, accompagnamento vocale
- Bobby Keys - sassofono (solo)
- Rita Coolidge - pianoforte, accompagnamento vocale
- Larry Cox - whiskers
- Chris Ethridge - basso
- Johnny Barbata - batteria
- Vanetta Fields - accompagnamento vocale
- Shirley Matthews - accompagnamento vocale
- Clydie King - accompagnamento vocale
- Dorothy Morrison - accompagnamento vocale

Sleep Song
- Graham Nash - voce solista, chitarra acustica, paper & comb
- Dorian Rudnytsky - violoncelli

Chicago
- Graham Nash - voce solista, chitarra acustica, pianoforte, organo, tamburello
- Larry Cox - whiskers
- Chris Ethridge - basso
- Johnny Barbata - batteria, tambourine
- Rita Coolidge - accompagnamento vocale
- Vanetta Fields - accompagnamento vocale
- Shirley Matthews - accompagnamento vocale
- Clydie King - accompagnamento vocale
- Dorothy Morrison - accompagnamento vocale

We Can Change the World
- Graham Nash - voce solista, pianoforte, chitarra acustica, tambourine
- Larry Cox - whiskers
- Chris Ethridge - basso
- Johnny Barbata - batteria
- Rita Coolidge - accompagnamento vocale
- Vanetta Fields - accompagnamento vocale
- Shirley Matthews - accompagnamento vocale
- Clydie King - accompagnamento vocale
- Dorothy Morrison - accompagnamento vocale

Note aggiuntive
- Graham Nash - produttore
- Registrazioni effettuate al Wally Heiders Studio III di Los Angeles, California e allo Studio C di San Francisco, California
- Bill Halverson, Larry Cox e Russ Gary - ingegneri delle registrazioni
- Remixato all'Island Studios di Londra (Inghilterra) da Glynn Johns
- Gary Burden - grafica e design album
- Graham Nash - fotografia copertina frontale album
- Joel Bernstein - fotografie interne album
- Ringraziamenti speciali a: Elliot Roberts, Ronald Stone e David Geffen[6]

## Classifica
Album
| Anno | Classifica            | Posizione raggiunta |
| ---- | --------------------- | ------------------- |
| 1971 | Billboard 200         | 15                  |
| 1971 | Official Albums Chart | 13                  |